# Hermanas de la Caridad de San Vicente de Paúl de Halifax
La Congregación de Hermanas de la Caridad de San Vicente de Paúl de Halifax (oficialmente en latín: Congregatio Sororum Caritatis a Sancte Vincentio de Paulo Halifaxiensis) es un congregación religiosa católica femenina, de vida apostólica y de derecho pontificio, fundada en 1856 por el obispo irlandés William Walsh, en Halifax (Canadá). A las religiosas de este instituto se les conoce como hermanas de la caridad de Halifax o simplemente como vicencianas o vicentinas de Halifax. Sus miembros posponen nombres las siglas S.C.

## Historia

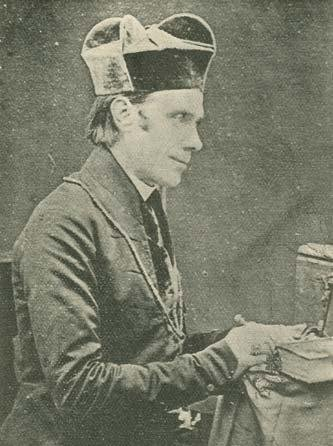
William Walsh (1804-1858), considerado uno de los fundadores de la congregación.

La congregación tiene su origen en las Hermanas de la Caridad de Nueva York, fundadas en 1847 por la religiosa Elizabeth Boyle. La fundadora envió en 1849 a cuatro religiosas para abrir una comunidad en Halifax (Canadá), por petición del obispo William Walsh, de la diócesis homónima. Las religiosas asumieron la dirección de la escuela parroquial y de los orfanatos de Nueva Escocia. El 17 de febrero de 1856, la comunidad de Halifax se separó de la casa madre y se convirtió en una congregación autónoma.
La congregación de Hildesheim recibió la aprobación como congregación religiosa de derecho diocesano el 17 de febrero de 1856, de parte del obispo William Walsh, quien es considerado uno de sus fundadores. La primera superiora general fue Basilia McCann. El papa Pío X elevó el instituto a congregación religiosa de derecho pontificio, mediante decretum laudis del 17 de mayo de 1908. De la congregación de Halifax surgió, en 1900, la Congregación de Hermanas de Santa Marta de Antigonish.

## Organización
La Congregación de Hermanas de la Caridad de San Vicente de Paúl de Halifax es un instituto religioso de derecho pontificio y centralizado, cuyo gobierno es ejercido por una superiora general, es miembro de la Federación de Hermanas de la Caridad de la Tradición Vicentina-Setoniana y su sede central se encuentra en Halifax (Canadá).
Las hermanas de la caridad de Halifax se dedican a la educación e instrucción cristiana de la juventud, a algunas obras de promoción social y a la atención de enfermos. En 2017, el instituto contaba con 326 religiosas y 123 comunidades, presentes en Canadá, Bermudas (Reino Unido), Estados Unidos, Perú y República Dominicana.